# I Cavalieri dello zodiaco - L'ultima battaglia
I Cavalieri dello Zodiaco - L'ultima battaglia (聖闘士星矢 最終聖戦の戦士たち?, Saint Seiya: Saishûseisen no senshitachi) è un film d'animazione del 1989 diretto da Masayuki Akehi.
È il quarto lungometraggio di animazione de I Cavalieri dello zodiaco, che vede cinque protagonisti affrontare Lucifero e i suoi quattro demoni ascesi per conquistare il mondo. È stato proiettato per la prima volta in Giappone il 18 marzo 1989 (lo stesso giorno in cui fu trasmesso l'episodio 112, il terzultimo della serie animata) e si pone in parte come seguito di due dei tre film precedenti, riprendendo i personaggi di Discordia e Apollo.
Come i tre film precedenti anche di questo lungometraggio è presente una versione ridoppiata dalla Dynamic Italia nel 2000, con il titolo tradotto in Saint Seiya - Seiya il sacro guerriero - I combattenti dell'ultima guerra sacra, con nomi e dialoghi più fedeli all'edizione originale. Entrambe le tracce sono disponibili nell'edizione in DVD edita da Yamato Video.

## Trama
Lucifero, il signore degli Inferi, è giunto sulla Terra con ostili intenzioni: un tempo egli era l'angelo più bello del Paradiso, ma a causa della sua smodata ambizione venne confinato da Dio nell'Inferno. Ora Lucifero vuole prendersi la sua vendetta e con l'aiuto di Apollo, Nettuno e Discordia, gli dei sconfitti dai Cavalieri dello zodiaco, vuole sottomettere l'umanità e dominare il mondo intero. Atena, che in passato è stata rivale di Lucifero, vuole impedire che i piani del signore degli Inferi si realizzino, ma l'unico modo che ha per salvare la Terra è sacrificarsi al dio nemico presso il risorto tempio di Lucifero e tra atroci sofferenze.
Lady Isabel si reca al palazzo di Lucifero, pronta a sacrificarsi per salvare l'umanità. I Cavalieri dello zodiaco vogliono evitare il sacrificio di Atena e la seguono al tempio del signore degli Inferi. Nel proprio percorso Pegasus, Sirio, Cristal ed Andromeda si imbattono nei demoni seguaci di Lucifero e ingaggiano con loro una dura battaglia. Per primo Dragone deve affrontare insieme Astaroth e Belzebù: il Cavaliere del Dragone riesce a sconfiggere Astaroth, ma poi viene battuto da Belzebù. Il Cavaliere di Andromeda si scontra con Eligor, ma si trova in seria difficoltà e rischia di essere sconfitto. Egli viene salvato solo grazie all'intervento di Phoenix: con il Fantasma Diabolico il Cavaliere della Fenice sconfigge Eligor, per poi lasciare il fratello svenuto a terra e recandosi direttamente da Lucifero. Cristal affronta nel frattempo Molock: il Cavaliere del Cigno riesce a prevalere al termine di una lotta molto dura.
Mentre lady Isabel è intenta ad attraversare una scalinata coperta di spine e Phoenix viene sconfitto da Lucifero, Pegasus si scontra con Belzebù, che però si rivela essere un ostico avversario. Nonostante lo svantaggio iniziale, il giovane eroe non si dà per vinto e unisce il suo cosmo a quello degli altri Cavalieri di Atena. In aiuto del Cavaliere di Pegasus giunge l'armatura d'oro del Sagittario, che si dispone sul corpo del giovane eroe. Sconfitto con facilità Belzebù, Pegasus scocca contro Lucifero la Freccia d'Oro, nella quale converge la potenza di tutti i Cavalieri d'oro: Lucifero viene ucciso ed insieme a lui cadono Apollo, Nettuno e Discordia. Il tempio del signore degli Inferi crolla, ma lady Isabel e i suoi Cavalieri si salvano. Lucifero è condannato a rimanere nell'Inferno e la giustizia torna a regnare sulla Terra.

## Personaggi

### Nuovi personaggi
Come i precedenti lungometraggi, il film introduce dei nuovi personaggi esclusivi della pellicola, nello specifico il Lucifero (il diavolo della tradizione biblica) ed i quattro Demoni (聖魔天使?, Seima Tenshi, "Sacri angeli malefici") caduti con lui durante la ribellione contro Dio.
Lucifero (ルシファー?, Lucifer)
Noto anche come Figlio dell'Aurora e Satana, è il diavolo della tradizione biblica: un angelo caduto che aspira a divenire il dio dell'Universo intero. Sconfitto da divinità di varie mitologie (fra cui Atena), giunge sulla Terra grazie al potere dei numi precedentemente affrontati dai Cavalieri (Discordia, Nettuno ed Apollo) che tramite lui cominciano a devastare il pianeta. Dopo aver deturpato il Grande Tempio, fa un patto con Atena: in cambio della vita della dea, lui fermerà le devastazioni, costringendo Isabel ad affrontare una scalinata di spine fino al suo trono. Alla fine però viene colpito dalla freccia d'oro del Sagittario scoccata da Pegasus. 
Belzebù (熾天使のベルゼバブ?, Seraph no Beelzebub)
Angelo Serafino della passione, è il capo dei quattro angeli caduti ed il suo simbolo è il Garuḍa. Insieme ai suoi compagni sconfigge i Cavalieri d'oro rimasti nelle Dodici Case per poi fronteggiare i Cavalieri di bronzo Pegasus, Cristal e Andromeda, ferendoli gravemente. Quando i Cavalieri di Atena si recano al Palazzo degli Intrighi per salvare Isabel, Belzebù e il compagno Astaroth tentano di fermarli, venendo però affrontati da Sirio il Dragone. Dopo che questi riesce a sconfiggere Astaroth, Belzebù batte il Cavaliere con il suo colpo segreto, per poi recarsi verso il trono di Lucifero a fermare gli altri Cavalieri. Qui riesce a tenere testa a tutti e cinque i Cavalieri di Bronzo, ma viene battuto da Pegasus quando questi indossa l'Armatura di Sagitter. La sua tecnica segreta è chiamata "Ali degli inferi" (Garuda Hell Wings).
Astaroth (智天使のアシタロテ?, Cherub no Astaroth)
Angelo Cherubino della conoscenza il cui simbolo è un cobra bianco bicefalo. Dopo aver sconfitto i Cavalieri d'oro ferisce gravemente Pegasus, Andromeda e Cristal, ma viene poi battuto da Sirio quando (insieme a Belzebù) cerca di bloccare l'avanzata dei Cavalieri di Bronzo per salvare Atena. La sua tecnica d'attacco è il "Colpo finale del bianco serpente bicefalo" (Killer Fanged Cobra). 
Molock (座天使のモア?, Thrones no Moah, scritto Moa nella traduzione dell'anime comics e Moah nel secondo doppiaggio)
Detto il "cacciatore di anime", è l'angelo Trono della quiete ed ha come simbolo una farfalla. Durante la corsa dei Cavalieri di Bronzo per fermare il sacrificio di Isabel si scontra con Cristal, che mette in difficoltà nascondendosi dietro l'illusione della madre Natasha. Il demone riesce a tenerlo in scacco a lungo, minacciandolo di estinguere completamente il ricordo della donna, qualora fosse stato attaccato. Il Cavaliere del Cigno tuttavia sceglie di sconfiggere il nemico a qualsiasi costo, riuscendo a batterlo. La sua tecnica segreta è denominata "Fantasmi infernali" (Demon Fantasia).
Eligor (力天使のエリゴル?, Virtues no Eligor)
Angelo virtù della forza detto la "mantide d'oro", ha come simbolo (appunto) una mantide religiosa. Inizialmente si presenta chiuso all'interno di un bozzolo, per poi assumere l'aspetto di un guerriero mascherato e provvisto di lunghi artigli. Si scontra con Andromeda, riuscendo facilmente a batterlo con la sua tecnica, ma viene successivamente sconfitto dal Fantasma Diabolico di Phoenix. La sua tecnica viene chiamata sia "Falce d'oro" che "Colpo della mantide" (Seima Toro-ken).

## Colonna sonora
La colonna sonora del film è stata curata nuovamente da Seiji Yokohama e distribuita in Giappone da Nippon Columbia l'8 aprile 1989 Saint Seiya Original Soundtrack VIII ~ Saishūseisen no senshitachi. 
A differenza dei tre lungometraggi precedenti come sigla di apertura del film viene utilizzata la seconda opening della serie animata: Soldier Dream, cantata da Hironobu Kageyama.

## Produzione
Il film è stato pubblicizzato per la prima volta sul numero 12 di Weekly Shonen Jump del 6 marzo 1989 in coda alla prima parte del capitolo 70 del manga (ambientato all'inizio della serie di Hades).

## Distribuzione
Il film ha debuttato nelle sale giapponesi il 18 marzo 1989 (stesso giorno del terz'ultimo episodio della serie TV).

### Edizione italiana
Come i precedenti film, anche L'ultima battaglia presenta sia un adattamento fedele a quello utilizzato nella serie TV (con i dialoghi curati da Irene Cantoni e Stefano Cerioni), sia uno più fedele all'originale. La prima versione è stata poi trasmessa da Italia 1 nei primi anni 2000, assieme alla serie TV.
Il primo doppiaggio vede il ritorno dei doppiatori storici sia per i protagonisti che per Nettuno ed Apollo (fa eccezione Discordia, doppiata in questo film da Caterina Rochira e non da Maddalena Vadacca). A differenza degli altri film non sono presenti grandi cambiamenti di nome fra i nuovi antagonisti, ad esclusione del demone Moa (ribattezzato nella versione italiana Molock). Fu anche il primo film dei Cavalieri pubblicato a seguito del fallimento della Granata Press da parte di Dynamic Italia nel 1996. Il doppiaggio è avvenuto sia presso lo Studio P.V. di Milano (per le voci dei protagonisti e delle divinità apparse nelle precedenti pellicole) che presso la Cooperativa Eddy Cortese di Roma (per il doppiaggio di Lucifero ed i suoi demoni), sotto la doppia direzione rispettivamente di Ivo De Palma e Fabrizio Mazzotta. Quest'ultimo successivamente lamentò intromissioni nella scelta di Alessandra Di Sanzo come voce di Lucifero da parte di suo fratello Francesco Di Sanzo, allora responsabile di Dynamic.
La seconda edizione italiana (intitolata Saint Seiya - Seiya il sacro guerriero - I combattenti dell'ultima guerra sacra) è stata distribuita sempre da Dynamic Italia in edizione home video, insieme ad un ridoppiaggio completo degli altri tre film con un cast completamente nuovo, l'uso di nomi e termini originali ed un nuovo adattamento curato da Valerio Manenti. Come la precedente edizione, anche quest'ultima presenta un doppiaggio effettuato in parte a Milano presso lo studio Logos con la direzione di Manenti, ed una a Roma presso la SEFIT-CDC diretto da Isabella Pasanisi. L'unico doppiatore presente in entrambe le versioni è Claudio Moneta, che tuttavia doppia personaggi diversi: nel primo doppiaggio è la voce di Apollo, mentre nel secondo doppiaggio è la voce Ikki di Phoenix.

### Edizioni home video
Il film venne distribuito per la prima volta in formato VHS da parte della Dynamic con il primo doppiaggio nel 1996. Fra il 1999 ed il 2000 venne pubblicata la seconda edizione italiana in videocassetta, la quale conteneva vari extra come la versione karaoke delle sigle originali. Nel 2002 la Dynamic distribuì poi un'edizione in "Memorial Box" che comprende le rispettive VHS dei quattro film. A novembre 2006 la Yamato Video ha rilevato i diritti dei primi quattro film, pubblicandoli per la prima volta in DVD con doppio audio italiano e originale giapponese .

### Annotazioni
1. ↑  Abel è l'antagonista del terzo film del franchising. Nel primo doppiaggio italiano di tale pellicola viene identificato proprio come Apollo, a cui risulta ispirato e di cui riprende l'appellativo "Febo"
2. ↑  I numeri di Weekly Shonen Jump escono post-datati di una settimana. Il numero 31 uscì effettivamente il 21 febbraio

### Fonti
1. 1 2 3   LA STORIA DEI CAVALIERI DAL 1985 AD OGGI - 1989, su icavalieridellozodiaco.net.
2. 1 2   AntonioGenna.net presenta: IL MONDO DEI DOPPIATORI - ZONA CINEMA: "I  Cavalieri dello Zodiaco - I film", su antoniogenna.net. URL consultato il 1º dicembre 2017.
3. 1 2   Intervista a Fabrizio Mazzotta, su Cdz Millennium, 2 settembre 2009. URL consultato il 19 agosto 2020 (archiviato il 13 aprile 2014).
4. ↑   I film - The movies, su Cdzmillennium. URL consultato il 14 settembre 2020 (archiviato il 29 ottobre 2013).